# Dorothea Koniszewski
Dorothea Koniszewski (* 12. Februar 1979 in Erlangen) ist eine deutsche Schauspielerin.

## Leben
Dorothea Koniszewski machte im Oktober 2002 ihren Abschluss an der Schauspielschule Schauspiel München. In den folgenden Jahren spielte sie am Staatstheater Nürnberg und am Theater für Kulturkammergut Fürth und war in mehreren TV-Produktionen zu sehen.  
2005 gründete sie mit weiteren Jungschauspielern und einer Regisseurin ein eigenes Theater. 
Außerdem spielte Dorothea Koniszewski in zwei Filmen von Sebastian Kutzli: Alles Zombies (2001) und Kalte Haut (2005). Der Film Von einem, der auszog, um die Tour kennenzulernen von Michael Fiebrig erhielt 2006 den Preis des flimmern&rauschen Festivals in München und den Preis des Mittelfränkischen Jugendfilmfestivals. 
Zuletzt sah man Koniszewski in einem Werbespot.